# Équation de Exner
Pour les articles homonymes, voir Exner.
L'équation de Exner est une loi de conservation de la masse s'appliquant aux sédiments dans un système fluvial comme une rivière. Il a été développé par le météorologue et sédimentologiste autrichien Felix Maria Exner, d'où il tire son nom.

## Équation
L'équation Exner décrit la conservation de la masse entre les sédiments dans le lit d'un chenal et ceux qui ont été retirés. Il indique que le niveau du lit augmente (aggradation du lit) proportionnellement à la quantité de sédiments délaissés par le courant et inversement baisse (dégradation (en) du lit) proportionnellement à la quantité de sédiments entraînés.

## Équation de base
L'équation de base indique que le changement en altitude du lit, {\displaystyle \eta }, sur un temps, {\displaystyle t}, est égal l'inverse de la densité de tassement des grains, {\displaystyle \varepsilon _{o}}, multiplié par la divergence négative des sédiments du flux, {\displaystyle q_{s}}.
{\displaystyle {\frac {\partial \eta }{\partial t}}=-{\frac {1}{\varepsilon _{o}}}\nabla \cdot \mathbf {q_{s}} }
Notons que {\displaystyle \varepsilon _{o}} qui peut aussi être exprimé sous la forme {\displaystyle (1-\lambda _{p})}, où {\displaystyle \lambda _{p}} est égal à la porosité du lit.
De bonnes valeurs de {\displaystyle \varepsilon _{o}} pour les systèmes naturels vont de 0,45 à 0,75. Une bonne valeur typique de grains sphériques est de 0,64, pour des données aléatoires. Une limite supérieure pour les grains sphériques d'un empilement compact de 0,74048. Ce degré de tassement est extrêmement improbable dans les systèmes naturels, le niveau supérieur étant plus proche d'une distribution aléatoire.
Souvent, pour des raisons de commodité de calcul et / ou de l'absence de données, l'équation Exner est utilisée dans sa forme à une seule dimension. Cela se fait généralement en conservant la direction aval {\displaystyle x}, qui est intéressante pour la distribution en aval de l'érosion et des dépôts sur une portion du cours d'eau.
{\displaystyle {\frac {\partial \eta }{\partial t}}=-{\frac {1}{\varepsilon _{o}}}{\frac {\partial \mathbf {q_{s}} }{\partial x}}}

## Avec les changements externes d'altitude
Une autre forme de l'équation Exner ajoute une subsidence terme, {\displaystyle \sigma }, le bilan massique. Cela permet à l'élévation absolue du lit {\displaystyle \eta } d'être suivi dans le temps dans une situation dans le cas où elle est modifiée par des influences extérieures, telles que la tectonique de subsidence ou liées à la compression (compression isostatique ou rebond). Dans la convention de l'équation suivante, {\displaystyle \sigma } est positif avec une augmentation de l'élévation avec le temps et négatif avec une diminution de l'élévation avec le temps.
{\displaystyle {\frac {\partial \eta }{\partial t}}=-{\frac {1}{\varepsilon _{o}}}\nabla \cdot \mathbf {q_{s}} +\sigma }